# Armoriale delle famiglie italiane (Ni-Nu)
Questo è l'armoriale delle famiglie italiane il cui cognome inizia con le lettere che vanno da Ni a Nu.

## Armi

### Nib
| Stemma | Casato e blasonatura |
| ------ | --- |
|        | Nibbia o Nebbia (Novara) Titolo: signori di Pombia D'argento, al nibbio sorante dal piumaggio bruno al naturale, con il capo d'oro, carico di un'aquila di nero, linguata di rosso, coronata del campo alias D'argento, al nibbio spiegato di rosso, coronato d'oro alias D'azzurro, al nibbio spiegato di rosso alias D'azzurro (nero?), al nibbio spiegato d'argento Motto: Potius mori quam foedari (citato in (10)) |

### Nic
| Stemma | Casato e blasonatura |
| ------ | --- |
|        | Nicastro o De Nicastro (Cosenza) (la blasonatura non è stata ancora caricata) (citato in DAlena) |
|        | Nicastro (Cosenza) d'oro a sette losanghe accollate in banda (citato in DAlena e in BLCL) |
|        | Nicastro e Nicastro Guidiccioni o Neocastro (Chiaramonte Gulfi, Messina, Caltagirone, Siracusa) Titolo: barone di Lago, nobili dei baroni; marchese per i Nicastro Guidiccioni d'azzurro al castello d'oro aperto finestrato di nero, con tre stelle d'oro (citato in (11)) d'azzurro, al castello merlato di tre pezzi d'oro, aperto e finestrato di nero, e 3 stelle di sei raggi del secondo, ordinate in fascia nel capo (citato in Mango e in (14)) torre merlata di 3 pezzi alla ghibellina di oro aperta e finestrata di nero uscente dalla punta su azzurro - 3 stelle (6 raggi) di oro poste in fascia in alto su azzurro (citato in LEOM) alias D'azzurro, con una torre d'oro, merlata di quattro pezzi aperta e finestrata di nero, sormontata da tre stelle d'oro (citato in (14)) alias d'oro alla banda di fusi accollati di nero (citato in (11) e in Mango) banda formata da losanghe accollate di nero su oro (citato in LEOM) (Cenno storico in Famiglie nobili di Sicilia (archiviato dall'url originale il 20 gennaio 2012).) Ulteriore ragguaglio storico in Famiglie nobili di Sicilia (archiviato dall'url originale il 31 dicembre 2011). |
|        | Nicastro (Chiaramonte Gulfi) torre al naturale merlata alla ghibellina di 5 pezzi su rosso - 3 stelle (5 raggi) di argento poste in fascia in alto su rosso - figura della Fortuna in maestà al naturale su ruota uscente dalla punta su azzurro (citato in LEOM) |
|        | Nicastro Guidiccioni (Napoli) torre merlata di 3 pezzi alla guelfa di oro aperta e finestrata di nero uscente dalla punta su azzurro - 3 stelle (6 raggi) di oro poste in fascia in alto su azzurro (citato in LEOM) |
|        | Niccioli (Firenze) Inquartato: nel 1º e 4º d'argento, al giglio bottonato di rosso; nel 2º e 3º d'azzurro, alla stella a otto punte d'oro (citato in (8)) |
|        | Niccolai (Firenze) D'azzurro, a tre stelle a otto punte d'oro, 1.2, poste sopra a tre gigli dello stesso, 1.2 alias D'azzurro, a tre stelle a cinque punte d'oro, 1.2, poste sopra a tre gigli dello stesso, 1.2 (citato in (8)) |
|        | Niccolai (Livorno, Firenze) D'azzurro, all'albero sradicato al naturale e al cane corrente d'argento, collarinato di rosso, attraversante al tronco; il tutto abbassato sotto il capo d'oro, caricato di tre stelle a otto punte di nero, ordinate nel senso della pezza (citato in (8)) |
|        | Niccolai (Pescia) Di..., all'albero sradicato al naturale, e al cervo passante di..., attraversante al tronco (citato in (8)) |
|        | Niccolai (Pistoia) Palato di sei pezzi d'azzurro e d'oro, al capo di verde alias Bandato di quattro pezzi d'argento, d'oro, di rosso e di verde, alternati a tre bande di vaio; con il capo di verde (citato in (8)) |
|        | Niccolai (Pistoia) Cane (citato in DAlena) |
|        | Niccoli (Firenze) D'azzurro, alla banda d'oro accostata da sei stelle a otto punte dello stesso, 3.3 alias D'azzurro, alla fascia d'oro accompagnata da sei rose d'argento, 3.3 (citato in (8)) |
|        | Niccoli (Firenze) Di rosso, alla fascia d'argento accompagnata da tre stelle a otto punte d'oro, 2.1 (citato in (8)) |
|        | Niccoli (Firenze) Fasciato di sei pezzi di nero e d'argento, al capo del secondo caricato di una cresta del primo alias Fasciato di sei pezzi di nero e d'argento, al capo del secondo caricato di una corona radiata del primo alias D'argento, a due fasce di nero, accompagnate in capo da una corona radiata dello stesso alias D'argento, a tre fasce di nero, accompagnate in capo da una corona radiata dello stesso (citato in (8)) |
|        | Niccolini d'azzurro, al gatto rampante d'argento, e alla banda diminuita di rosso, attraversante (citato in (5) – pag. 47) |
|        | Niccolini (Firenze) d'azzurro, al gatto inferocito d'argento col filetto di rosso attraversante sul tutto e sormontato nel capo da un giglio d'oro (citato in (2) – pag. 284 e in DAlena) |
|        | Niccolini (Firenze) Troncato: nel 1º d'oro, alla palla d'azzurro caricata di un giglio del campo; nel 2º d'argento, alla fascia ondata di rosso (citato in (8)) (DE) Gold-rot geteilt: Oben 1 blaue Scheibe belegt mit 1 goldenen Lilie, unten 1 silberne Wellenleiste (citato in (17)) |
|        | Niccolini (Siena) D'azzurro, al leopardo illeonito d'argento e alla banda diminuita attraversante di rosso; il tutto sormontato da tre gigli d'argento ordinati fra i quattro pendenti di un lambello di rosso (citato in (8)) banda di rosso su - leopardo illeonito di argento su azzurro - lambello di rosso a 4 gocce inframezzate da 3 gigli di argento su azzurro in capo (citato in LEOM) |
|        | Niccolini (Toscana) (DE) In Blau 1 hersehender silberner Leopard, überdeckt von 1 erniedrigten roten Schrägbalken (citato in (17)) |
|        | Niccolini (Toscana) (DE) In Blau 1 silberner Leopard, überdeckt von 1 erniedrigten roten Schrägbalken und oben begleitet von 1 vierlätzigen roten Turnierkragen mit je 1 goldenen Lilie zwischen den Lätzen (citato in (17)) |
|        | Niccolini (Spoleto) D'azzurro, a tre fasce di rosso, ciascuna sormontata da un bisante d'oro (Immagine nella Raccolta stemmi Trippini (JPG).) alias fasciato d'azzurro e di rosso di otto pezzi, ogni pezzo caricato da un bisante d'oro (Immagine nella Raccolta stemmi Trippini (JPG).) |
|        | Niccolini (Spoleto) croce formata da rombi di argento su azzurro - 3 stelle (6 raggi) di oro poste 2,1 su azzurro - fascia di rosso sormontata da una palla di oro su azzurro - 2 fasce di rosso sormontate da 2 palle di oro tutto su azzurro (citato in LEOM) |
|        | Niccolini (Palermo) banda di rosso su - leopardo illeonito di argento su azzurro - lambello di rosso a 4 gocce inframezzate da 2 chiavi incrociate un cappello pralatizio con nappe e ramo di rosa fiorito di 3 pezzi tutto di oro su azzurro in capo (citato in LEOM) |
|        | Niccolini Alamanni (Lucca, Firenze) banda di rosso su - leopardo illeonito di argento su azzurro - banda di azzurro sull'argento del - trinciato di argento e di azzurro (citato in LEOM) |
|        | Niccolini Sirigatti (Firenze) D'azzurro, al leopardo illeonito d'argento, e alla banda diminuita attraversante di rosso (citato in (8)) alias D'azzurro, al gatto rampante riguardante d'argento, e alla banda diminuita attraversante di rosso (citato in (8)) alias D'azzurro, al leopardo illeonito d'argento, e alla banda diminuita attraversante di rosso, il tutto abbassato sotto il capo cucito d'Angiò, talvolta caricato della tiara pontificia attraversante (citato in (8)) alias D'azzurro, al gatto rampante riguardante d'argento, e alla banda diminuita attraversante di rosso, il tutto abbassato sotto il capo cucito d'Angiò, talvolta caricato della tiara pontificia attraversante (citato in (8)) (Immagine nella Raccolta stemmi Trippini (JPG).) |
|        | Niccolini Sirigatti o Niccolini (Lucca, Firenze) banda di rosso su - leopardo illeonito di argento su azzurro - lambello a 4 gocce di rosso inframezzate da 2 gigli di oro e una tiara pontificia di argento sulle chiavi incrociate dello stesso tutto su azzurro in capo (citato in LEOM) |
|        | Niccolini Sirigatti o Niccolini Sirigatti delle Ruote (Toscana) (DE) In Blau 1 hersehender natürlicher silberner Leopard, überdeckt von 1 erniedrigten roten Schrägbalken, überhöht von 2 gekreuzten goldenen Schlüsseln, diese überdeckt von 1 goldenen Tiara, und oben begleitet von 1 vierlätzigen roten Turnierkragen mit je 1 goldenen Lilie zwischen den ersten und den letzten beiden Lätzen (citato in (17)) |
|        | Niccolò (Abruzzo) (la blasonatura non è stata ancora caricata) (citato in DAlena) |
|        | Niccolozzi (Prato) Fasciato di sei pezzi d'oro e d'azzurro, al capo cucito del primo, caricato di un ramo di rosaio di verde, bocciolato di due pezzi e fiorito di un pezzo di rosso (citato in (8)) |
|        | Niccolucci (Firenze) D'azzurro, alla banda d'argento caricata di tre gigli di... (citato in (8)) |
|        | Niccolucci (Firenze) Partito: nel 1º di rosso, al leone d'oro; nel 2º fasciato increspato d'azzurro e d'oro (citato in (8)) |
|        | Nicelli (Piacenza) D'argento, al castello d'azzurro, aperto e finestrato d'oro, con il capo d'Angiò (citato in (10)) alias D'argento, al castello di rosso, di tre torri, quella centrale più alta, con il capo d'Angiò (citato in (10)) alias D'oro, al castello di due impalcate, cimato da due torrette, al naturale, accompagnato in capo da tre gigli d'azzurro, posti fra i quattro pendenti di un lambello dello stesso (citato in (10)) castello a 2 piani cimato da 2 torrette tutto al naturale su oro - lambello a 4 gocce di azzurro inframezzate da 3 gigli dello stesso in alto su oro (citato in LEOM) Motto: Nil nisi me victo - Nisi me victo |
|        | Nichesola (Verona, Firenze) 5 bande ondate di oro su verde (citato in LEOM) |
|        | Nichesola (Verona, Firenze) bandato ondato di verde e di oro (8 pezzi) (citato in LEOM) |
|        | Nichetti (Padova) leone rampante al naturale su troncato di argento e di azzurro (citato in LEOM) |
|        | Nicola (Torino) D'azzurro, al decusse, accompagnato da quattro gigli, il tutto d'oro Motto: Per soffrir si acquista (citato in (10)) |
|        | Nicola (Bard, Torino) Titolo: conti di Bard; baroni di Pont St. Martin Bandeggiato d'oro e d'azzurro Motto: Non nobis Domine sed nomini tuo da gloriam (citato in (10)) |
|        | Nicolaci e Nicolaci di Capopassero e Nicolaci di Pirato (Noto, Barcellona Pozzo di Gotto) Titolo: principe di Villadorata, barone di Bonfalà, Ogliastro, Patro, Pietra di S. Maria, signore di Capopassero, Pirato nobile dei principi di Villadorata d'azzurro alla colonna dorica, su di una pianura tutto al naturale, sostenuta da un levriero d'argento al collare d'oro (citato in (11)) campo di cielo alla colonna dorica di marmo fondata sulla pianura, il tutto al naturale, sinistrata e sostenuta da un cane levriere ritto d'argento, collarinato d'oro (citato in (14)) (Cenno storico in Famiglie nobili di Sicilia (archiviato dall'url originale il 31 dicembre 2011). |
|        | Nicolaci (Noto) colonna di marmo al naturale su terrazzo di verde accompagnata a destra da - un cane rampante levriero di argento collarinato di oro tutto su azzurro (citato in LEOM) |
|        | Nicolaci (Barcellona Pozzo di Gotto) cane levriero rampante di argento collarinato di rosso (o collarinato di oro) su azzurro (citato in LEOM) |
|        | Nicolai (Toscana) d'azzurro, al levriere corrente e collarinato d'argento, colla coda accerchiellata (citato in CROL – pag. 14) |
|        | Nicolai Fiocchi (Pesaro) ramoscello di rosa stelato e fogliato di verde fiorito di 2 pezzi di rosso legato da un nastro dello stesso tutto su azzurro (citato in LEOM) |
|        | Nicolai o Nicolai Gamba o Nicolai Gamba Castelli (Firenze, Livorno) cane levriero di argento doppio collarinato di rosso corrente e traversante - un albero sradicato al naturale di rovere (quercia) su azzurro - 3 stelle (8 raggi) di nero poste in fascia su oro in capo (citato in LEOM) |
|        | Nicolini (Napoli) d'azzurro, al gatto rampante d'argento, attraversato da un filetto cucito di rosso, col capo cucito d'azzurro, al lambello di rosso, di quattro pendenti, sormontante nello spazio centrale la tiara pontificia con le infule e le chiavi decussate d'oro, e negli spazi laterali due gigli, pure d'oro (Immagine nella Raccolta stemmi Trippini (JPG).) |
|        | Nicolini (Cesena) (la blasonatura non è stata ancora caricata) (citato in BLCW) Immagine in Blasone Cesenate. |
|        | Nicolini Sirigatti d'azzurro, al gatto rampante d'argento, attraversato da un filetto cucito di rosso, col capo cucito d'azzurro, al lambello di rosso, di quattro pendenti, sormontante nello spazio centrale la tiara pontificia con le infule e le chiavi decussate d'oro, e negli spazi laterali due gigli, pure d'oro (citato in (5) – pag. 128) (Immagine nella Raccolta stemmi Trippini (JPG).) |
|        | Nicolis (Varallo) Titolo: conti di Brandizzo, Frassino, Robilante; signori di Cereaglio, Vernante Troncato, al 1º d'oro, sparso di moscature di ermellino di nero, all'aquila bicipite dello stesso, membrata, rostrata e coronata di rosso, al 2º d'azzurro, a due foglie di sega, d'argento (citato in (10)) troncato: nel 1° d'oro ermellinato di nero, all'aquila bicipite dello stesso, membrata, imbeccata e coronata di rosso; nel 2° d'azzurro, a due fogli di sega d'argento (citato in Mango) Motto: Pugna et tutela |
|        | Nicolis o Nicolis di Robilant (Torino) aquila bicipite coronata di nero su oro seminato di mosche di armellino di nero - 2 foglie di sega (fascia seghettata solo inferiormente) in fascia di argento su azzurro (citato in LEOM) |
|        | Nicolis o Nicollis (Torino) Troncato, al 1° d'azzurro, alla chiesa di mattoni al naturale, accompagnata da tre gigli d'argento, al 2° d'argento, alla torre di verde (citato in (10)) |
|        | Nicolosi (Acireale, Messina) Titolo: barone di Villagrande d'azzurro a due guerrieri armati di tutte pezze d'oro affrontanti e combattenti (citato in (11), in Mango e in (14)) 2 guerrieri armati di tutte pezze di oro affrontati e combattenti con una spada in destra al naturale tutto su azzurro (citato in LEOM) alias d'azzurro al colosso di Rodi d'oro (citato in (11), in Mango e in (14)) Colosso di Rodi di oro uscente dalla punta in maestà su azzurro (citato in LEOM) (Cenno storico in Famiglie nobili di Sicilia (archiviato dall'url originale il 31 dicembre 2011). |
|        | Nicolussi Castellan (Luserna - Venezia) (Inquartato: nel 1º e 4º d'argento al leone di nero lampassato di rosso; nel 2º e 3º d'oro al massacro di cervo di rosso) (FR) Écartelé: aux 1 et 4 d'argent à un lion de sable lampassé de gueules; aux 2 et 3 d'or à un massacre de cerf de gueules Svolazzi: d'argento, di nero, d'oro e di rosso Cimiero: un leone nascente di nero lampassato di rosso (citato in Luz, pag. 54) |
|        | Nicosia (Palermo, Nicosia) Titolo: barone di Sangiaime e Pozzo (San Giacomo del Pozzo), Ficilino e Monserrato, Trigona, nobili dei baroni di rosso troncato d'oro, 1° croce d'argento, 2° al giglio d'oro (citato in (11)) di rosso, troncato da una fascia d'oro; il 1° alla croce d'argento, il 2° al giglio d'oro (citato in Mango) Di rosso, con una fascia d'oro, accompagnata nel capo da una croce scorciata d'argento, ed in punta da un giglio d'oro (citato in (14)) fascia di oro su rosso - crocetta di argento in alto su rosso - giglio di oro in basso su rosso (citato in LEOM) alias partito: 1° arma dei Nicosia al 2° arma dei La Via: d'azzurro alla banda d'argento, accostata in capo da due stelle, in punta da una cometa il tutto d'oro (citato in (11)) alias partito: di Nicosia, che è di rosso troncato da una fascia d'oro, il 1° alla croce d'argento, il 2° al giglio d'oro; e di La Via, che è d'azzurro, alla banda d'argento, accostata in capo da due stelle di sei raggi ed in punta da una cometa in sbarra, il tutto dello stesso (citato in Mango e in (14)) fascia di oro su rosso - crocetta di argento in alto su rosso - giglio di oro in basso su rosso - banda di argento su azzurro accompagnata in alto a destra da - 2 stelle (6 raggi) di argento poste in banda - e in basso a sinistra da una cometa posta in sbarra coda a sinistra di argento su azzurro (citato in LEOM) (Cenno storico in Famiglie nobili di Sicilia (archiviato dall'url originale il 20 gennaio 2012).) Ulteriore ragguaglio storico in Famiglie nobili di Sicilia (archiviato dall'url originale il 31 dicembre 2011). |
|        | Nicosia (Nicosia, Palermo) fascia di oro su rosso - croce di argento su rosso in alto - giglio di oro su rosso - sbarra di argento su azzurro - 3 stelle (6 raggi) di oro su azzurro poste 2 in sbarra in alto e una in basso (citato in LEOM) |
|        | Nicosia di Trigona (Sicilia) di rosso, troncato da una fascia d'oro; il 1° alla croce d'argento, il 2° al giglio d'oro (citato in Mango) |
|        | Nicotera (Nicastro, Napoli) Titolo: baroni, nobili d'azzurro al palmizio al naturale, terrazzato di verde col serpente accollato al tronco con il leone d'oro rivolto sulla pianura (citato in (11)) leone passante rivolto di oro traversante il tronco di - un albero di palma di verde accollato da un serpente al naturale su terrazzo di verde tutto su azzurro (citato in LEOM) Motto: Noli me tangere |

### Nid
| Stemma | Casato e blasonatura |
| ------ | --- |
|        | Nida (Rivarolo) Di rosso, all'aquila volante, d'argento, accompagnata in capo da tre stelle, in punta da tre monti, il tutto d'oro (citato in (10)) |

### Nie
| Stemma | Casato e blasonatura |
| ------ | --- |
|        | Nieddu (Nuoro) Di rosso ai due leoni d'oro affrontati e controrampanti, sostenenti una ruota dello stesso sormontata da una cometa d'argento; i leoni moventi dalla pianura d'argento, ombrata di verde, col capo cucito d'azzurro alla montagna d'oro addestrata da un uccello dello stesso, volante verso la sommità della montagna (citato in DAlena)                             |
|        | Nieddu (Cagliari) 2 leoni controrampanti di oro sostenenti una ruota dello stesso su terrazzo di verde su rosso - cometa di argento posta in palo in alto su rosso - montagnola di oro uscente dalla partizione accompagnata a sinistra da un uccello dello stesso in volo rivolto su azzurro in capo (citato in LEOM)                                                               |
|        | Nieddu (Cagliari, Laconi, Nuoro) albero di palma al naturale sopra un monticello di nero uscente dal mare cimato da - fenice al naturale mirante - un sole raggiante di oro in alto a sinistra tutto su azzurro - braccio sinistro armato uscente da sinistra impugnante con la mano di carnagione una spada posta in palo punta in alto tutto al naturale su rosso (citato in LEOM) |
|        | Niella (Alba) Titolo: signori di Niella, Rodello; consignori di Castagnole Lanze D'oro, all'aquila di nero, membrata e coronata, di rosso (citato in (10)) |
|        | Niellis o Nielli (Mondovì) Titolo: nobile d'azzurro, a tre anelli d'oro, intrecciati, cadauno con un diamante incastonatovi, posti nel cuore dello scudo, e sormontati da tre rami di palma d'argento, in tre pali (citato in (16)) Cimiero: un guerriero armato, nascente, e tenente nella destra un ramo di palma di verde Motto: Fidei meritas fidei merita                       |
|        | Nieri (Lucca) d'azzurro al leone d'oro con la banda dello stesso caricata di tre rose di rosso attraversante sul tutto (citato in (4) – pag. 385) 3 rose di rosso su banda di oro su - leone rampante di oro su azzurro (citato in LEOM) |
|        | Nieri (Lucca) D'oro, al delfino guizzante in palo d'argento, e alla fascia attraversante di rosso (citato in (8)) |
|        | Nieri (Lucca) fascia di rosso su - delfino al naturale posto in palo coda rivolta in alto su oro (citato in LEOM) |
|        | Nieri (Lucca) 3 rose di rosso su fascia di oro su - leone rampante al naturale su azzurro (citato in LEOM) |
|        | Nieri (Vicenza, Firenze) aquila coronata di nero su oro - 3 bande di rosso su oro (citato in LEOM) |

### Nig
| Stemma | Casato e blasonatura |
| ------ | --- |
|        | Niger o Negro (Bra) Titolo: conti di Oulx Troncato di rosso e d'argento, a tre teste di moro, al naturale, bendate dell'uno nell'altro Motto: Luminis umbra comes (citato in (10)) |
|        | Nighelli (Cesena) (la blasonatura non è stata ancora caricata) (citato in BLCW) Immagine in Blasone Cesenate. |
|        | Nigi (Livorno) Inquartato: nel 1º e 4º d'azzurro, alla gemella in sbarra d'argento racchiudente una stella a otto punte dello stesso; nel 2º e 3º d'argento, alla torre al naturale, aperta del campo (citato in (8)) |
|        | Niglio (Sicilia) d'azzurro, allo sparviero d'oro, afferrante con gli artigli un uccello dello stesso (citato in Mango) d'azzurro, col nibbio volante d'oro, tenente cogli artigli un pulcino dello stesso (citato in (14)) (Cenno storico in Famiglie nobili di Sicilia (archiviato dall'url originale il 20 gennaio 2012). |
|        | Nigozzanti (Pescia) Di..., a tre bande di vaio (citato in (8)) |
|        | Nigra (Villa Castelnuovo, Portogallo, Lucca, Piacenza) Titolo: conti Partito, al 1° d'azzurro, al 2° d'argento, al mezzo volo sinistro (abbassato) di nero, con la spada di rosso, attraversante sulla partitura (citato in (10)) spada posta in palo uscente dalla punta, punta in alto, di rosso su partito di azzurro e di argento - ala sinistra di nero posta in palo sull'argento (citato in LEOM) Motto: Aut e drit |
|        | Nigra (Torino) Titolo: conti D'argento, a tre sbarre di verde, con il capo d'azzurro, carico di un'aquila al naturale, e sostenuto da una fascia troncata d'argento e di verde (citato in (10)) 3 sbarre di verde su argento - aquila al naturale su azzurro in capo - trangla troncata di argento e di verde (citato in LEOM) alias D'argento, a tre sbarre di verde, con il capo d'azzurro, carico di un'aquila al naturale, e sostenuto da una fascia partita d'oro e di rosso (citato in (10)) 3 sbarre di verde su argento - aquila al naturale su azzurro in capo - trangla partita di oro e di rosso (citato in LEOM) |
|        | Nigrelli e Negrelli (Ferrara, Sassuolo) Titolo: marchesi di Veneria D'azzurro, al gallo rivolto e coronato di nero, fermo sopra un monte di due cime di verde, sinistrato da una spiga d'oro (citato in DAlena e in (10)) alias Inquartato, al 1° e 4° d'oro, all'aquila bicipite di nero, coronata da una sola corona imperiale, al 2° e 3° d'azzurro, al gallo rivolto e coronato, di nero, fermo sopra un monte di due cime, di verde, e tenente nel becco una spiga d'oro, in palo, con il palo d'azzurro, caricato di una spiga d'oro, attraversante sull'inquartato (citato in (10))                                   |
|        | Nigrì o Lo Nigro (Sicilia) d'oro, alla fascia dentellata di nero, sormontata da tre gigli d'azzurro (citato in Mango) |
|        | Nigri (Cesena) (la blasonatura non è stata ancora caricata) (citato in BLCW) Immagine in Blasone Cesenate. |
|        | Nigrisoli (Forlì) leone rampante troncato di azzurro e di oro su troncato di oro e di azzurro (citato in LEOM) |

### Nin
| Stemma | Casato e blasonatura |
| ------ | --- |
|        | Nin (Sardegna) (la blasonatura non è ancora caricata) |
|        | Nini (Siena) D'argento, al leone d'azzurro alias Partito: nel 1º d'oro, alla fascia d'azzurro accompagnata da tre gigli dello stesso, 2.1; nel 2º palato di quattro pezzi di rosso e d'oro alias Inquartato: nel 1º e 4º d'argento, al leone d'azzurro; nel 2º e 3º palato di sei pezzi di rosso e d'azzurro, i pezzi di rosso caricati di scaglionetti d'argento alias D'argento, a tre anelletti di rosso, 2.1, e al capo d'azzurro caricato di un bue corrente d'oro (citato in (8)) |
|        | Nini (Siena) d'argento, al leone rivoltato d'azzurro, lampassato e armato di rosso (Immagine nella Raccolta stemmi Trippini (JPG).) |
|        | Nini (Siena) D'oro, alla stella a sei punte di rosso (citato in (8)) |
|        | Nini (Viterbo) (la blasonatura non è ancora caricata) |
|        | Nini (Viterbo) (la blasonatura non è stata ancora caricata) (immagine dello Stemmario reale di Baviera.) |
|        | Nini (Siena) fascia di azzurro su oro seminato di gigli di azzurro - palato di rosso e di oro (4 pezzi) (citato in LEOM) |
|        | Nini o Nini Pianciani (Siena, Roma) leone rampante di azzurro su argento (citato in LEOM) |
|        | Nini Pianciani (Roma) palato di scaglionato di rosso e di argento e di azzurro pieno (citato in LEOM) |
|        | Nini Pianciani (Roma) palato di rosso bordato in scaglione di argento e di azzurro pieno (citato in LEOM) |
|        | Nini Trecerchi (Siena) bue corrente di oro su azzurro - 3 cerchi di rosso posti 2,1 su argento (citato in LEOM) |
|        | Ninni (Venezia, Monastier di Treviso, Treviso) 3 stelle (6 raggi) di oro poste 1,2 sull'azzurro del - trinciato convesso di azzurro e di rosso pieno (citato in LEOM) |

### Nip
| Stemma | Casato e blasonatura                                                                            |
| ------ | ----------------------------------------------------------------------------------------------- |
|        | Nipotecosi (Toscana) (DE) In Blau 3 zunehmende goldene Halbmonde, 2:1 gestellt (citato in (17)) |

### Nis
| Stemma | Casato e blasonatura |
| ------ | --- |
|        | Niscimo o Niscino o Niximo (Sicilia) d'azzurro, alla fascia di nero, sostenente tre oche d'argento (citato in Mango) d'azzurro, con una fascia cucita di nero, sormontata da tre oche di argento (citato in (14)) (Cenno storico in Famiglie nobili di Sicilia (archiviato dall'url originale il 20 gennaio 2012). |
|        | Nisco (Napoli, San Giorgio del Sannio) Titolo: baroni d'argento alla sirena sorgente dal mare d'azzurro all'onda d'argento, assalita da un leone il tutto al naturale (citato in (11)) leone rampante rivolto che assale una sirena su un mare uscente dalla punta tutto al naturale su argento (citato in LEOM)   |
|        | Nistri (Firenze) Troncato d'argento e d'azzurro, al leone dell'uno all'altro, e alla fascia attraversante di rosso passata sulla troncatura (citato in (8)) |

### Niu
| Stemma | Casato e blasonatura |
| ------ | --- |
|        | Niutta (Napoli, Potenza) Titolo: duca, marchese di Marescotti troncato. 1° d'argento a tre rose rosse, 2° d'azzurro alla stella d'argento in punta (citato in (11)) 3 rose di rosso poste 2,1 su argento - stella (6 raggi) di argento su azzurro (citato in LEOM) |

### Niz
| Stemma | Casato e blasonatura |
| ------ | --- |
|        | Nizza (Ovada) D'argento, al leone d'oro, tenente tra le branche una croce latina dello stesso posta in palo e sostenuto dalla pianura di verde; col capo di Savoia (di rosso, alla croce d'argento) (citato in (19)) |
|        | Nizzati (Busca) Titolo: baroni di Bojone D'argento, alla croce di rosso, accantonata in capo da due leoni, d'azzurro, nascenti dalla traversa, affrontati, ciascuno tenente una bandiera appoggiata sulle spalle, con la fiamma d'azzurro, crociata d'oro Moptto: Ni satis auge alias D'argento, alla banda di verde, accompagnata da una stella e da una mezzaluna montante, il tutto di rosso Motto: Velocitate praestat (citato in (10)) |

### Nob
| Stemma | Casato e blasonatura |
| ------ | --- |
|        | Nobili (Vezzano, La Spezia) d'oro, a sei torte di rosso, disposte 3, 2, 1 (citato in (21) e in LONI) |
|        | Nobili (Lucca) d'oro, al cervo nascente al naturale dalla fascia sbarra d'azzurro (citato in (2) – pag. 251 e in DAlena) |
|        | Nobili (Firenze) D'azzurro, alla banda del campo, bordata d'argento, seminata di gigli d'oro (citato in (8)) |
|        | Nobili (Montepulciano) Di..., al leopardo illeonito di... (citato in (8)) Di rosso alla fascia d'argento |
|        | Nobili (Catanzaro) Interzato in fascia: nel 1° d'oro all'aquila bicipite nascente di nero; nel 2° di rosso al leone illeopardito d'oro accompagnato da sei stelle ordinate in palo ed in orlo 3 e 3; nel 3° d'azzurro a tre sbarre d'oro (citato in DAlena e in BLCL) |
|        | Nobili (Fermo) Titolo: consignori di San Giorgio Scarampi Partito d'argento e di rosso, al giglio partito di rosso e d'oro (citato in (10)) |
|        | Nobili o De Nobili (Sicilia) signore di Bonagia partito: di rosso e d'azzurro, al palo d'argento attraversante, col capo d'oro sostenuto dalla divisa d'argento caricata dall'aquila spiegata di nero, membrata, imbeccata e coronata d'oro (citato in Mango) alias d'oro, con l'aquila spiegata e coronata di nero, diviso e semipartito in punta di rosso e di azzurro, e la fascia palo d'argento soprastante sul tutto (citato in (14)) Elmo di nobile antico (Cenno storico in Famiglie nobili di Sicilia (archiviato dall'url originale il 20 gennaio 2012). |
|        | Nobili (Montefalco) (la blasonatura non è stata ancora caricata) (citato in Degli Abbati) |
|        | Nobili (Reggio Emilia, Salerno, Milano) banda di azzurro gigliata di oro (gigliato di Francia) su argento (citato in LEOM) |
|        | Nobili (Cesena) (la blasonatura non è stata ancora caricata) (citato in BLCW) Immagine in Blasone Cesenate. |
|        | Nobili della Scala (Firenze) D'azzurro, alla banda d'oro, seminata di gigli del campo (citato in (8)) |
|        | de' Nobili d'azzurro, alla banda dello stesso, orlata d'argento e seminata di gigli d'oro (citato in (5) – pag. 47) |
|        | Nobili Malatigni (Modena) castello a 3 torri alternate alla muraglia di rosso aperto e finestrato di nero su monte a 3 cime di verde sormontato da - aquila di nero tutto su oro (citato in LEOM) |
|        | Nobili Vitelleschi (Labro, Tarquinia, Roma) 2 vitelli passanti affrontati di azzurro a sinistra su oro e di oro a destra su azzurro del partito di oro e di azzurro entrambi su terrazzo di verde - capo di Francia (sulla prima partizione) - 3 gigli di oro posti in fascia su rosso (sulla seconda partizione) (citato in LEOM) |

### Noc
| Stemma | Casato e blasonatura |
| ------ | --- |
|        | Nocchi (Firenze) D'azzurro, a due clave decussate di rosso impugnate d'oro e accompagnate da due stelle a otto punte dello stesso, 1.1; il tutto sormontato da un lambello a quattro pendenti di rosso (citato in (8))                  |
|        | Nocchi o Nocchi delle Ruote (Toscana) (DE) In Blau 1 vierlätziger roter Turnierkragen, 1 achtstrahliger goldener Stern und 2 gekreuzte und von 1 goldenen Band umwundene rote Keulen pfahlweise (citato in (17))                        |
|        | Nocchi (Lucca) Grifone (citato in DAlena) |
|        | Nocenzi (Firenze) D'azzurro, all'albero sradicato al naturale accompagnato da tre stelle a cinque punte d'oro, ordinate in capo (citato in (8))                                                                                         |
|        | Noceti o Noceto (Bagnone) albero sradicato del noce di verde fruttato di oro su oro - 3 bande di azzurro su argento (citato in LEOM) |
|        | Noceto (Catanzaro) D'azzurro a due leoni d'oro affrontati e sostenenti con le branche anteriori una stella ad otto punte dello stesso; alla fascia di rosso attraversante caricata da tre noci al naturale (citato in DAlena e in BLCL) |
|        | Nocetti (Pontremoli) Partito: nel 1º d'oro, all'albero di noce sradicato al naturale, nel 2º d'argento, a tre bande d'azzurro (citato in (8))                                                                                           |
|        | Noche (Ovada) D'argento, al leone coronato d'oro, sostenuto dalla pianura erbosa di verde, tenente tra le branche un ramo di noce al naturale, fogliato e fruttato dello stesso (citato in (19))                                        |

### Nof
| Stemma | Casato e blasonatura |
| ------ | --- |
|        | Noferi (Siena, Radicondoli) D'azzurro, alla gemella in banda d'argento (citato in (8)) gemella in banda di argento su azzurro (citato in LEOM)                                                                    |
|        | Noferi del Peccia (Siena) Di rosso, alla banda d'oro accompagnata da due teste di leone dello stesso alias Di rosso, alla banda vaiata d'oro e di..., accompagnata da due teste di leopardo d'oro (citato in (8)) |
|        | Nofri (Siena) Di..., a due martelli decussati di... (citato in (8)) |

### Nog
| Stemma | Casato e blasonatura |
| ------ | --- |
|        | Nogara (Verona) (la blasonatura non è stata ancora caricata) (citato in DAlena) |
|        | Nogarola (Verona) d'azzurro, a tre bande merlate d'oro (citato in CROD) |
|        | Noghera (Milano, Roma) albero del noce al naturale su terrazzo di verde sostenuto da - 2 lupi controrampanti al naturale su rosso - 2 stelle (6 raggi) di oro poste in fascia in alto su rosso (citato in LEOM) |

### Nol
| Stemma | Casato e blasonatura |
| ------ | --- |
|        | Noledo (Sicilia) Di rosso, con un leone rivoltato e coronato d'oro, ed una sbarra di azzurro attraversante sul tutto (citato in (14)) (Cenno storico in Famiglie nobili di Sicilia (archiviato dall'url originale il 20 gennaio 2012). |
|        | Nolengiu (Svizzera) Di rosso al palo scaglionato d'oro e di nero di 8 pezzi (citato in DAlena) |
|        | Nolfi (Firenze) D'argento, al monte di sei cime di verde, cimato da un giglio, talvolta bottonato, di rosso (citato in (8)) |
|        | Noli (Cesena) Banda rossa con due vipere in campo bianco (citato in BLCW) Immagine in Blasone Cesenate. |
|        | Nolli (Napoli, Roma) Titolo: nobile, barone, predicato di Tollo D'azzurro alla torre d'oro accollata da un tronco d'albero terminante in due rami, ognuno fiorito di una rosa; la torre accostata da due gigli d'oro e sostenuta da una fascia ristretta d'oro ed accompagnata in punta, sulla campagna d'azzurro un cane bracco passante al naturale (citato in DAlena) d'azzurro alla torre di tre pezzi d'argento, accollata ad un albero terminante in due rami fioriti ognuno di una rosa al naturale, la torre accostata di due gigli d'oro alla campagna di verde caricata di un cane al naturale (citato in (11)) castello a 3 torri di argento attraversante - un tronco visibile dalla porta terminante in 2 rami a getto di fontana stelati e fogliati di verde e fioriti di una rosa al naturale su azzurro - 2 gigli di oro posti ai lati del castello su terrazzo di verde caricato di - un cane bracco passante al naturale tutto su azzurro (citato in LEOM) |

### Nom
| Stemma | Casato e blasonatura |
| ------ | --- |
|        | Nomi (Firenze) D'argento, a due leoni affrontati di rosso accompagnati in capo da una rosa dello stesso (citato in (8)) |
|        | Nomi (Sansepolcro) D'oro, all'aquila dal volo abbassato di nero, coronata del campo, e alla fascia attraversante d'azzurro caricata di tre stelle a sei punte d'oro alias D'oro, all'aquila dal volo abbassato di nero, coronata del campo, e alla fascia attraversante d'azzurro caricata di tre stelle a otto punte d'oro alias D'oro, all'aquila dal volo abbassato di nero, caricata di una banda d'azzurro sovraccaricata di tre stelle a otto punte d'oro; e al capo d'azzurro caricato di una corona fioronata d'oro (citato in (8)) |
|        | Nomicisio (Tropea) (la blasonatura non è stata ancora caricata) (citato in BLCL) Immagine in Tropea Magazine. |
|        | Nomicisio (Tropea) (LA) medium campum aureum in medio Aquila nigra cum aurea corona, barra rubea et circa scutum cum auro et rubeo (citato in BLCL) Notizie storiche in Tropea Magazine. |
|        | Nomis (Susa, Collegno, Torino) Titolo: prima linea: conti di Castelletto Cervo, Cossila, Pollone, Valfenera / seconda linea: conti di Cossila, Villanova Solaro; consignori di Lisio / terza linea: conti di Pollone D'argento, al palmizio di verde, con il capo d'oro, cucito, carico di un'aquila di nero (citato in (10)) alias D'argento, al palmizio di verde, sradicato, con il capo d'oro, cucito, carico di un'aquila coronata, di nero (citato in (10)) alias D'argento, al palmizio di verde, con il capo d'azzurro, carico di un'aquila coronata, d'oro (citato in (10)) albero di palma uscente dalla punta di verde su argento - aquila coronata di oro su azzurro in capo (citato in LEOM) (Immagine nella Raccolta stemmi Trippini (JPG).) Motto: Divo Iohanni |
|        | Nomis o Nomis di Pollone (Torino) albero di palma di verde uscente dalla punta su argento - aquila coronata di nero su oro in capo (citato in LEOM) |

### Non
| Stemma | Casato e blasonatura                                                                                                  |
| ------ | --- |
|        | Nono (Padova) 2 gigli posti in palo di verde in alto e di oro in basso su troncato di oro e di verde (citato in LEOM) |

### Nor
| Stemma | Casato e blasonatura |
| ------ | --- |
|        | Norante (Napoli) Titolo: marchese di Santa Cristina d'azzurro alla sbarra centrata d'argento, sostenente un leone tenente con la branca destra una banderuola, carica di una lettera N di nero il tutto d'argento, in punta una torre nella pianura erbosa, nel mare, sormontata da tre stelle d'oro, con una galera sul mare, il tutto al naturale (citato in (11)) sbarra convessa di argento su azzurro - leone passante rivolto sulla sbarra di argento bandiera dello stesso con la N napoleonica coronata di nero in sinistra su azzurro - torre fondata su colle di verde a destra su azzurro - 3 stelle (5 raggi) di oro su azzurro poste 1,2 - galera sul mare tutto al naturale su azzurro (citato in LEOM) |
|        | Norchesi o Besii (Modena, Ferrara) (la blasonatura non è stata ancora caricata) (citato in UNFE) Immagine nella Biblioteca Estense Universitaria (id. 1026). |
|        | Norchi (Volterra, Livorno) D'azzurro, alla gemella in sbarra abbassata d'oro, sormontata da un sinistrocherio di carnagione, armato al naturale, tenente in palo una spada dello stesso; il tutto in mezzo a tre stelle a otto punte d'oro, due in capo e una in punta (citato in (8)) gemella in sbarra di oro su azzurro accompagnata da - 3 stelle (8 raggi) di oro poste 2,1 su azzurro - braccio destro armato uscente da sinistra impugnante con la mano di carnagione una spada posta in palo di argento guernita di oro su azzurro (citato in LEOM) alias D'azzurro, alla gemella in sbarra abbassata d'oro, sormontata da un sinistrocherio di carnagione, armato al naturale, tenente in palo una spada dello stesso; il tutto in mezzo a tre stelle a sei punte d'oro, due in capo e una in punta (citato in (8)) |
|        | Norci (Pisa) Di..., alla sbarra diminuita di..., accompagnata in capo da una torre (o castello) di..., e in punta da un monte di tre cime di... (citato in (8)) |
|        | Nordangelis (Abruzzo) (la blasonatura non è stata ancora caricata) (citato in DAlena) |
|        | Nordio (Chioggia) (la blasonatura non è stata ancora caricata) (citato in Araldica gentilizia (archiviato dall'url originale il 4 marzo 2016).) |
|        | Nordio (Treviso) pesce di argento posto in fascia coda a destra accompagnato da - 4 stelle (6 raggi) poste in croce dello stesso su azzurro - lettera A maiuscola di nero su rosso (citato in LEOM) |
|        | Nori (Firenze) Troncato d'oro e di nero, al leone dell'uno all'altro (citato in (8)) (DE) In gold-schwarz geteiltem Feld 1 Löwe in verwechselten Tinkturen (citato in (17)) |
|        | Nori (Cesena) (la blasonatura non è stata ancora caricata) (citato in BLCW) Immagine in Blasone Cesenate. |
|        | Noris (Verona) fascia di argento su troncato di oro e di azzurro - aquila coronata di nero su oro - nave ad un albero e una vela prora a destra accompagnata in alto a destra da - stella (6 raggi) tutto di argento su azzurro (citato in LEOM) |
|        | Normannini (Lucca) Giglio (citato in DAlena) |
|        | Norsi (Firenze) Di rosso, alla fascia d'oro accompagnata da tre gigli dello stesso, 2.1, il tutto abbassato sotto il capo del secondo caricato di un leone leopardito rivolto del primo (citato in (8)) |

### Nos
| Stemma | Casato e blasonatura |
| ------ | --- |
|        | Nosadini (Venezia, Bassano del Grappa) albero nodrito su terrazzo erboso di verde uscente dalla punta tutto al naturale - 2 leoni controrampanti di argento poggianti sul terrazzo - uccello posto sulla cima dell'albero di argento tutto su - troncato di rosso e semipartito di azzurro e di oro (citato in LEOM) |

### Not
| Stemma | Casato e blasonatura |
| ------ | --- |
|        | Nota (Torino) Titolo: barone Interzato in fascia, al 1° d'azzurro, alla mezzaluna montante, d'argento, al 2° d'oro, al leone d'azzurro, linguato di rosso, illeopardito, al 3° palato d'oro e di rosso (citato in (10) e in (16)) interzato in fascia di azzurro di oro e di - palato di oro e di rosso - luna montante di argento su azzurro - leone passante di rosso su oro (citato in LEOM) alias D'oro, a tre bande di rosso, quella di mezzo caricata di una stella d'argento (citato in (10) e in (16)) 3 bande di rosso su oro - la seconda caricata al centro di una stella (5 raggi) di argento (citato in LEOM) Cimiero: la mezzaluna del campo Motto: Sic rerum vicissitudo |
|        | Notarbartolo (Polizzi, Palermo, Firenze, Livorno, Torino) Titolo: signore di Carciulla, S. Giacomo, Magaluci, Manca di Mogaudo; barone di Vallelunga, Villanova, Sichechi, Manchi, Tuccia, Gulfa, Vannella, S. Anna Magabeci, Bombinetto, Casubba, Roccella, Gasba; conte di Priolo; marchese di Miraelrio, S. Giovanni; duca di Villarosa; principe di Sciara, Castelreale, Furnari d'azzurro, al leone coronato accompagnato da sette stelle di sei raggi il tutto d'oro; le stelle disposte tre per parte, in palo, ed una in punta (citato in Mango e in (14)) d'azzurro, con un leone di oro, accompagnato da sette stelle dello stesso poste in cinta (citato in (14)) leone rampante coronato di oro accompagnato da - 7 stelle (6 raggi) dello stesso poste in doppio palo e una verso la punta tutto su azzurro (citato in LEOM) Corona di principe (Cenno storico in Famiglie nobili di Sicilia (archiviato dall'url originale il 20 gennaio 2012).) Ulteriore ragguaglio storico in Famiglie nobili di Sicilia (archiviato dall'url originale il 31 dicembre 2011). |
|        | Noto (Palermo, Monterosso, Messina, Almo) Titolo: nobile,; signore della Montagna di Monterosso; barone di Petraro; duca di Petraro d'argento al leone di nero (citato in (11) e in (14)) leone rampante di nero su argento (citato in LEOM) alias d'argento al pino di verde del medesimo alla pianura e alla stella nel cantone destro (citato in (11)) d'argento, al pino al naturale nodrito sulla campagna dello stesso, addestrato nel canton destro del capo da una stella di 6 raggi di verde (citato in (14)) albero di pino al naturale nodrito su terrazzo dello stesso uscente dalla punta su argento - stella (6 raggi) di verde in alto a sinistra su argento (citato in LEOM) Motto: Avulso uno non deficit alter (Cenno storico in Famiglie nobili di Sicilia (archiviato dall'url originale il 20 gennaio 2012).) Ulteriore ragguaglio storico in Famiglie nobili di Sicilia (archiviato dall'url originale il 31 dicembre 2011). |
|        | Noto di Palermo (Sicilia) Titolo: barone di Petraro d'argento, con l'albero al naturale nodrito nella campagna fiorita, addestrato da una stella di verde (citato in (14)) Corona di barone Motto: Avulso uno non deficit alter (Cenno storico in Famiglie nobili di Sicilia (archiviato dall'url originale il 20 gennaio 2012).) |
|        | Notti (Pistoia) Troncato cuneato d'oro e d'azzurro (citato in (8)) |

### Nov
| Stemma | Casato e blasonatura |
| ------ | --- |
|        | Nova (Mola di Bari) 3 leoni rampanti coronati di verde posti 2,1 su argento (citato in LEOM) |
|        | Novanteri (Sicilia) Titolo: marchese di Belfronte (arma ignbota) (citato in (14)) (Cenno storico in Famiglie nobili di Sicilia (archiviato dall'url originale il 31 dicembre 2011). |
|        | Novarese (Torino) Troncato, al 1° d'oro, all'aquila di nero, al 2° d'azzurro, all'albero al naturale, accostato da due stelle (6) d'oro, con il castello di rosso attraversante sul tronco (citato in (10)) |
|        | Novaresio (Carmagnola) Palato di sei pezzi, il 1° e 4° di verde, il 2° e 5° d'azzurro, il 3° e 6° di rosso, con il capo d'oro, carico di un'aquila, di nero (citato in (10)) |
|        | Novaretti o Novaretto (Occhieppo Inferiore) Troncato, al 1° d'argento, a due torri di rosso, aperte e finestrate del campo, accompagnate nel mezzo dello scudo da una stella, di rosso, al 2° di rosso, alla torre d'argento, aperta e finestrata del campo, fiancheggiata da due stelle, d'argento Motto: Iuvat indulgere labori (citato in (10)) |
|        | Novarina (Torino) Titolo: marchesi di Spigno; conti di S. Sebastiano; signori di Pertengo; consignori di Cocconato D'argento, all'ulivo, al naturale, con il capo d'azzurro, carico di un leone d'oro, nascente (citato in (10)) |
|        | Novaro (Cagliari) leone rampante nascente dal mare di oro su azzurro - 3 stelle (6 raggi) di oro poste in fascia in alto su azzurro - delfino al naturale nuotante nel mare di argento ondato di verde (citato in LEOM) |
|        | Novaro (Cagliari) leone rampante nascente dal mare di argento ondato di verde coronato di oro su azzurro - 3 stelle (5 raggi) di oro in alto su azzurro poste 1,2 (citato in LEOM) |
|        | Novelletti (Cesena) (la blasonatura non è stata ancora caricata) (citato in BLCW) Immagine in Blasone Cesenate. |
|        | Novelli (Pistoia) D'oro, a tre aquilotti di nero, 2.1 (citato in (8)) |
|        | Novelli (L'Aquila) (citato in CRIS) |
|        | Novelli (Ascoli Piceno) (citato in Associazione Culturale "The Habitual Tourist"., Il lambello il monte e il leone.) |
|        | Novelli (Ascoli Piceno, San Valentino) (citato in Origine, et antichità della città d'Ascoli, e della famiglia Novelli espresse in due lettere istoriche., Il lambello il monte e il leone., Il 1799 in Abruzzo: atti del convegno, Pescara-Chieti, 21-22 maggio 1999) |
|        | Novelli (Bertinoro, Firenze, Napoli) fascia di oro su troncato di azzurro e di rosso - 3 stelle (6 raggi) di oro poste 2,1 su azzurro - 3 spighe di oro poste a ventaglio su rosso (citato in LEOM) |
|        | Novelli (Cesena) (la blasonatura non è stata ancora caricata) (citato in BLCW) Immagine in Blasone Cesenate. |
|        | Novellini di nero, alla fascia abbassata d'argento, caricata di tre stelle a 8 raggi d'azzurro e sostenente un semivolo sinistro del secondo (citato in CROL – pag. 12) di nero, ad un mezzo volo destro spiegato d'argento, movente da una fascia abbassata del medesimo, caricata di tre stelle d'azzurro, d'otto raggi (citato in (2) – pag. 2 e in (5) - pag. 95) Di nero ad un mezzo volo destro spiegato d'argento, movente da una fascia abbassata del medesimo, caricata di tre stelle d'azzurro (citato in DAlena) |
|        | Novellini (Cesena) (la blasonatura non è stata ancora caricata) (citato in BLCW) Immagine in Blasone Cesenate. |
|        | Novellino (Biella) Titolo: consignori di Castellengo e di Gifflenga Troncato di rosso e di nero, alla pianticella, fustata di verde, e fiorita di cinque pezzi, d'argento (citato in (10)) |
|        | Novellino (Asti) Titolo: conti di Quarto e Portacomaro D'argento, a tre foglie di felce, di verde, con il capo d'azzurro, carico di tre stelle d'oro, ordinate in fascia Motto: Et fructum dabit in tempore suo (citato in (10)) |
|        | Novellis o Novelli o Novello (Trino) Inquartato, al 1° e 4° troncato di rosso e d'argento, a tre N gotiche, 2, 1, (dell'uno nell'altro), al 2° e 3° troncato d'argento e di nero, al leone dell'uno nell'altro (citato in (10)) |
|        | Novellis (Saluzzo, Torino) Titolo: baroni di Coarazze Inquartato, di rosso, alla N d'oro, gotica, e troncato d'argento e di nero, al leone dell'uno nell'altro (citato in (10)) lettera "n" minuscola gotica di oro su rosso - leone rampante troncato di nero e di argento su troncato di argento e di nero (citato in LEOM) Motto: Media sola virtute - Media sole virtus |
|        | Novello d'oro, alla fascia squamata d'argento di due file, le squame caricate di una codetta di armellino di nero (citato in (4) – pag. 363) |
|        | Novello (Polizzi) d'argento, a due bande di rosso (citato in Mango e in (14)) (Cenno storico in Famiglie nobili di Sicilia (archiviato dall'url originale il 20 gennaio 2012). |
|        | Novelloni (Bologna) Leone leopardito (citato in DAlena) |
|        | Novellucci (Prato, Firenze) Di rosso, a tre uccelli (colombe) posati d'argento, 2.1, e al capo d'oro (citato in (8)) 3 colombe di argento poste 2,1 su rosso - oro pieno in capo (citato in LEOM) |
|        | Novi (Genova) Grifone (citato in DAlena) |
|        | Novizj (Montefalco) (d'azzurro, alla banda d'argento caricata da tre stelle di rosso, accostata da quattro filetti ondati pure d'argento ripieni del campo) (citato in Degli Abbati) |

### Noy
| Stemma | Casato e blasonatura |
| ------ | --- |
|        | Noya di Bitetto (Mola di Bari, Napoli) Titolo: nobile, col predicato di Bitetto, conti del S.R.I. (Sacro Romano Impero) e conti di Lannoy d'argento a tre leoni di verde coronati del medesimo (citato in (11)) |

### Noz
| Stemma | Casato e blasonatura |
| ------ | --- |
|        | Nozi da Lutiano (Firenze) Di..., al leone scaccato di... e di... (citato in (8)) |
|        | Nozzolini (Firenze, Fiesole) D'azzurro, alla fiamma di rosso sormontata da una crocetta d'argento, il tutto accompagnato ai lati da due stelle a otto punte d'oro alias D'azzurro, al vaso biansato d'argento, infiammato di rosso, sormontato da una croce di Pisa, e accompagnato da due stelle a otto punte d'oro alias D'azzurro, alla fascia diminuita e alzata di rosso, accompagnata in capo da tre stelle a otto punte d'oro ordinate in fascia, e in punta da un vaso biansato d'argento, contenente tre gigli da giardino al naturale (citato in (8)) |
|        | Nozzolini o De Nozzolini (Russia) vaso ansato di argento infiammato di rosso accostato da - 2 stelle (8 raggi) di oro e sormontato da - croce ritrinciata e pomata di argento tutto su azzurro (citato in LEOM) |
|        | Nozzolini (Firenze) D'oro, alla banda doppiomerlata di rosso, accompagnata da due rocchi di scacchiere di verde, 1.1 (citato in (8)) |

### Nu
| Stemma | Casato e blasonatura |
| ------ | --- |
|        | Nuccerelli (Cortona) D'azzurro, all'aquila dal volo abbassato di nero, posata su un nastro (o breve) piegato a semicerchio d'oro (citato in (8)) |
|        | Nucci (Pescia, Firenze) D'azzurro, al leone d'oro e alla stella dello stesso, uscente dal dorso del leone (citato in (8)) alias D'azzurro, al leone d'oro e alla stella dello stesso, uscente dal dorso del leone; con il capo di Santo Stefano (citato in (8)) alias D'azzurro, al leone d'oro caricato di una stella a otto punte del campo (citato in (8)) alias D'azzurro, al grifone sormontato da quattro stelle a sei punte ordinate in capo, il tutto d'oro (citato in (8)) (Immagine nella Raccolta stemmi Trippini (JPG).)                       |
|        | Nucci (Lucca) Grifone (citato in DAlena) |
|        | Nucci (Pescia) grifo rampante di oro su azzurro - capo di Santo Stefano (citato in LEOM) |
|        | Nucci o Nucci di Pesci (Toscana) (DE) Unter 1 silbernen Schildhaupt, darin 1 goldbordiertes endgespitztes rotes Kreuz, in Blau 1 goldener Löwe (citato in (17)) |
|        | Nuccini (Siena) D'azzurro, al bordone in palo d'oro, accostato in capo da due conchiglie d'argento (citato in (8)) |
|        | Nuccio (Mazara, Salemi, Marsala) d'oro, al giglio di rosso (citato in Mango e in (14)) (Cenno storico in Famiglie nobili di Sicilia (archiviato dall'url originale il 20 gennaio 2012). |
|        | Nugent (Firenze, Irsina) d'armellino, a due fasce di rosso (citato in (2) – pag. 514 e in DAlena) 2 fasce di rosso su argento accompagnate da 12 mosche di armellino poste in tripla fascia di nero su argento (citato in LEOM) Supporti: due draghi alati |
|        | Nugent (Firenze, Irsina) 2 fasce di rosso su argento accompagnate da 12 mosche di armellino poste in tripla fascia di nero su argento - inquartato di oro e di rosso con - bordura inquartata di oro e di rosso caricata da 20 cappellini di argento e di azzurro - basilisco di rosso su argento - sbarra dentata di oro accompagnata da - 2 uccelli di argento posti in banda su azzurro (citato in LEOM) |
|        | Nuinault (Francia) Scaglionato d'oro e di nero (citato in DAlena) |
|        | Numai d'oro, al bastone d'azzurro, posto in banda, caricato di tre stelle d'oro, accostato da due rami d'alloro, di verde (citato in (5) – pag. 152) |
|        | Numai (Cesena) (la blasonatura non è stata ancora caricata) (citato in BLCW) Immagine in Blasone Cesenate. |
|        | Nunez del Castillo (Sanremo) castello di oro a 3 torri su rosso (citato in LEOM) |
|        | Nunez Duo (Roma) d'argento, a tre gigli d'oro posti in palo e ordinati in banda (Immagine nell' Archivio Storico Capitolino (PDF) (archiviato dall'url originale il 26 febbraio 2017).) |
|        | Nunziante (Napoli) Titolo: marchese di Mottola, Montefalcone, Agropoli; duca di Campomele, Castropignano d'azzurro al colombo d'argento in volo, portante un ramo d'olivo nel becco ed accompagnato nel capo da tre stelle d'argento a cinque punte, male ordinate (citato in DAlena e in (13)) Notizie storiche in Nobili napoletani. |
|        | Nunziante (Napoli, Roma, San Ferdinando di Cosarno) Di azzurro alla colomba tenente nel becco un ramoscello di olivo al naturale, volante in banda, sormontata da tre stelle di sei raggi d'oro, ordinate in fascia. (citato in SPRE vol. IV, p. 863) alias Colomba della pace in volo posta in banda al naturale sormontata da - 3 stelle (6 raggi) di oro poste in fascia tutto su azzurro (citato in LEOM) |
|        | Nunziante (Napoli, Roma, San Ferdinando di Cosarno) colomba della pace in volo al naturale su azzurro - 3 stelle (6 raggi) di oro poste in fascia in alto su azzurro - vajato di oro e di azzurro (citato in LEOM) |
|        | Nunziante (Sarno, Salerno, Roma) D'azzurro, alla colomba volante, tenente nel becco un ramoscello d'olivo, il tutto al naturale, sormontata nel capo da tre stelle (6) d'oro male ordinate (citato in ANNB) |
|        | Nunziati (Firenze) D'azzurro, al gufo al naturale posato su un monte di sei cime d'oro, movente dalla campagna di rosso bordata d'oro; il tutto accompagnato da tre stelle a otto punte pure d'oro, ordinate in capo (citato in (8)) |
|        | Nurra (Sardegna) D'oro, al nuraghe ardente sulla sommità, il tutto al naturale, con la fascia d'argento, caricata di tre cuori di rosso attraversante (F.Floris-S.Serra, "Storia della nobiltà in Sardegna") immagine in E. Costa "Archivio pittorico della città di Sassari" |
|        | Nussi (Cividale del Friuli, Vicenza, Udine, Milano) 3 noci smallate poste 2,1 di oro su azzurro (citato in LEOM) |
|        | Nuti (Toscana) (DE) In Gold 1 senkrecht gestellter schwarzer Skorpion (citato in (17)) |
|        | Nuti (Firenze) D'oro, allo scorpione montante di nero, e al capo d'Angiò (citato in (8)) |
|        | Nuti (Firenze) Di rosso, a tre granchi montanti d'azzurro, 2.1, e al capo d'argento caricato di un lambello a quattro pendenti del campo (citato in (8)) |
|        | Nuti (Firenze) D'azzurro, alla pianta di frumento di tre steli d'oro, spigati ciascuno di un pezzo dello stesso alias D'azzurro, a tre spighe impugnate d'oro (citato in (8)) |
|        | Nuti (Firenze) Di..., allo scaglione di..., caricato di cinque palle di..., e accompagnato da tre stelle a sei punte di..., 2.1 (citato in (8)) |
|        | Nuti o Nuti di Betto (Firenze) Di rosso, alla banda d'argento (citato in (8)) alias Di rosso, alla banda d'oro (citato in (8)) (DE) In Rot 1 goldener Schrägbalken (citato in (17)) |
|        | Nuti (Firenze) Di rosso, a due spade decussate d'argento (citato in (8)) |
|        | Nuti Di rosso a due spade poste in croce di S. Andrea d'acciaio (citato in DAlena) |
|        | Nuti (Pietrasanta, Pisa) D'azzurro, al lupo rapace al naturale, tenente nelle fauci un agnello dello stesso e accollato da una biscia d'argento, coronata d'oro; il lupo sostenuto da un monte di tre cime di verde uscente dalla punta, e accompagnato in capo da una stella a sei punte d'oro (citato in (8)) |
|        | Nuti (Pistoia) D'azzurro, all'angelo alato nudo di carnagione, corrente e tenente nella destra un ramo di palma d'oro, e sostenuto da una rotella d'argento, bordata d'oro e caricata della croce di rosso (citato in (8)) |
|        | Nuti (Siena) D'azzurro, alla fascia d'oro accompagnata da tre uccelli (colombe) posati d'argento, 2.1, i due affrontati alias D'azzurro, alla fascia d'argento accompagnata da tre uccelli (colombe) posati d'argento, 2.1, i due affrontati alias D'azzurro, alla fascia d'oro accompagnata da tre uccelli (colombe) posati d'argento, 2.1, i due affrontati, con il capo dell'Impero alias D'azzurro, alla fascia d'argento accompagnata da tre uccelli (colombe) posati d'argento, 2.1, i due affrontati, con il capo dell'Impero (citato in (8))       |
|        | Nuti (Assisi) monte a 3 cime di argento uscente dalla punta cimato da - drago passante di oro su rosso (citato in LEOM) |
|        | Nuti da Longiano (Firenze) Di..., al cane rampante di..., collarinato di..., accompagnato da due stelle a otto punte di..., una nel cantone sinistro del capo e l'altra nel cantone sinistro della punta (citato in (8)) |
|        | Nutini (Firenze) Di rosso, allo scorpione montante di nero, e al capo del Popolo fiorentino (citato in (8)) (DE) Unter 1 silbernen Schildhaupt, darin 1 rotes Kreuz, in Rot 1 senkrecht gestellter schwarzer Skorpion (citato in (17)) |
|        | Nutini (Pistoia) D'argento, al leone d'azzurro lampassato di rosso, tenente un giglio pure di rosso; con il capo d'Angiò (citato in (8)) |
|        | Nutini (Lucca) Cane (citato in DAlena) |
|        | Nuvoli o Nivoli (Mantova, San Damiano, Moncalieri, Torino) Titolo: conti di S. Giuseppe; baroni di Thénézol; consignori di Grinzane D'azzurro, al sole d'oro, uscente da una nuvola d'argento, con la bordatura indentata, d'argento e di rosso (citato in (10)) sole raggiante di oro uscente da una nuvola di argento su azzurro - bordura dentata di argento e di rosso (citato in LEOM) alias D'azzurro, al sole d'oro, uscente da una nuvola d'argento Motto: Cum sole novus - Utraque duce (citato in (10))                                          |
|        | Nuvoloni o Nuvolone o Novellone (Mantova) Titolo: conti di Salabue; consignori di Scandeluzza Piumettato d'argento (ogni piuma carica di una moscatura di ermellino, di nero), con il capo di rosso, carico di un grifone passante, senza ali, d'oro alias Troncato, al 1° di rosso, al grifone passante, d'oro, al 2* piumettato d'argento (ogni piuma carica di una moscatura di ermellino, di nero) alias Troncato, al 1° di rosso, al grifone passante, d'argento, al 2° d'azzurro, caricato nella metà superiore da nuvole d'argento (citato in (10)) |
|        | Nuvoloni (Verona) grifo passante sulla troncatura di argento su rosso - nuvola di argento posta in alto su azzurro (citato in LEOM) |
|        | Nuzzi (Firenze) Partito d'oro e di rosso, a due spade basse dell'uno all'altro (citato in (8)) |
|        | Nuzzi (Roma) (la blasonatura non è stata ancora caricata) (Immagine nell' Archivio Storico Capitolino (PDF) (archiviato dall'url originale il 4 marzo 2016).) |
|        | Nuzzo (Catanzaro) D'azzurro alla fascia d'oro sostenente un'aquila bicipite nascente coronata d'oro su ambedue le teste, accompagnata in punta da tre stelle ad otto punte d'oro ben ordinate (citato in DAlena e in BLCL) |